# 크세니아 (영화)
크세니아(Xenia)는 벨기에에서 제작된 파노스 H. 코트라스 감독의 2014년 드라마, 멜로/로맨스 영화이다. 코스타스 니쿨리 등이 주연으로 출연하였다.

## 출연

### 주연
- 코스타스 니쿨리
- 니코스 겔리아
- 야니스 스탄코글루

### 조연
- 마리샤 트리안타필리두